# RSA Security
RSA Security - корпорація, яка спеціалізується на виробництві продуктів пов'язаних з інформаційною безпекою.  і підтримує відділення в Австралії, Ірландії, Ізраїлі, Великій Британії, Сингапурі, Індії, Китаї, Гонконзі (Китай) та Японії.